# Renée Lucht
Renée Lucht (* 17. September 1998 in Hamburg) ist eine deutsche Judoka. Sie gewann 2021 beim Grand-Slam-Turnier in Baku.

## Karriere
Renée Lucht startet im Schwergewicht. 2017 belegte sie den dritten Platz bei den U23-Europameisterschaften. 2018 unterlag sie im Finale der Junioren-Europameisterschaften der Ungarin Mercedesz Szigetvári. Einen Monat später gewann Lucht eine Bronzemedaille bei den Junioren-Weltmeisterschaften. 2019 belegte sie den fünften Platz bei der Universiade in Neapel. Im Finale der U23-Europameisterschaften 2019 unterlag sie ihrer Landsfrau Samira Bouizgarne.
2020 und 2021 siegte Lucht bei den Deutschen Meisterschaften. Im November 2021 gewann sie den Grand Slam in Baku, wobei sie im Halbfinale Raz Hershko aus Israel und im Finale Amarsaichany Adjjaasüren aus der Mongolei bezwang. Im März 2024 gewann sie beim Turnier in Tiflis ihren zweiten Grand-Slam-Titel. Bei den Olympischen Spielen in Paris schied sie in ihrem ersten Kampf aus. Im Mannschaftswettbewerb wurde sie mit dem deutschen Team Fünfte.